# George Herbert Fryer
George Herbert Fryer (* 21. Mai 1877 in London; † 7. Februar 1957 ebenda) war ein britischer Pianist, Komponist und Musikpädagoge.

## Leben und Werk
Fryer war der Sohn von George Henry Fryer und Clara Fryer. Er studierte in London von 1893 bis 1895 an der Royal Academy of Music und von 1895 bis 1900 am Royal College of Music. Dort waren Oskar Beringer und Franklin Taylor seine Lehrer. Um 1900 studierte er zusätzlich bei Ferruccio Busoni in Weimar. Kompositionsunterricht nahm er bei Charles Villiers Stanford. Als Pianist hatte er sein Debüt 1898 in London. Seine internationale Konzerttätigkeit führte ihn durch Europa, Kanada, die USA, Südafrika, Australien und den Fernen Osten.
Von 1914 bis 1916 lehrte er am Institute of Musical Art in New York sowie von 1917 bis 1947 am Royal College of Music in London. Außerdem wirkte er als Jury-Mitglied bei Wettbewerben. Er spielte zahlreiche Tonträgeraufnahmen sowohl auf Tonrolle als auch auf Schallplatte (Format: 78 Umdrehungen / Minute) ein. Er komponierte ein Intermezzo (op. 1), eine Suite im alten Stil (op. 11), die Countryside Suite (op. 16) und kleinere Klavierstücke. Er unterrichtete Klavier bis zu seinem plötzlichen Tod im Februar 1957.